# Clay Center, Ohio
Clay Center là một làng thuộc quận Ottawa, tiểu bang Ohio, Hoa Kỳ. Năm 2010, dân số của làng này là 276 người.

## Dân số
- Dân số năm 2000: 294 người.
- Dân số năm 2010: 276 người.